# Deutsche Turnvereinsmeisterschaft 1937
Die Deutsche Turnvereinsmeisterschaft 1937 war die erste dieser Art. Die Endrunde wurde am 9. Mai 1937 in Münster ausgetragen. Sieger wurde die Mannschaft des TSV 1860 München.

## Vorkämpfe
In der Gaugruppe II setzte sich am 25. April 1937 in Erfurt der TSV Leuna vor dem ATV Thalheim, der Hamburger Turnerschaft von 1816 und dem Turnklubb zu Hannover durch. Bester Turner war Krötzsch vor Müller (beide Leuna), Leuschel (Thalheim) und Kleine (Leuna).

## Endrunde
Am Austragungsort, der Halle Münsterland, wurde die Mannschaft des TSV 1860 München Deutscher Meister im Vereinsmannschaftsturnen, gefolgt vom TSV Leuna 1919, dem MTV Bad Kreuznach und dem TV GutsMuths 1861 Berlin. Einzelsieger wurde Konrad Frey (Bad Kreuznach) vor Kurt Krötzsch (Leuna).
Die Mannschaftsaufstellungen:
- TSV 1860 München – mit Willi Schreyer, Martin Geistbeck, Franz Kindermann, Gustav Schmelcher, Innozenz Stangl
- TSV Leuna 1919 – mit Otto Freier, Kurt Otto, Arthur Kleine, Kurt Krötzsch, Alfred Müller
- MTV Bad Kreuznach 1877 – mit Reßbach, Jakob Kiefer, Bernhard Frey, Koßmann, Konrad Frey
- TV GutsMuths 1861 Berlin – mit Scheffler, Heinz Kretschmer, Erich Kiwatschinski, Bender, Zeitzmann